# Louis Massonneau
Louis Massonneau (10. ledna 1766 Kassel – 4. října 1848 Ludwigslust) byl německý houslista, hudební skladatel a koncertní mistr francouzského původu. Byl synem francouzského kuchaře. Po působení v Göttingenu, Frankfurtu nad Mohanem, Altoně a Dessau přišel roku 1803 do Ludwigslustu a stal se tam roku 1812 koncertním mistrem.
Massonneauova hudba byla dlouho zapomenuta. Nyní se opět uvádějí jeho díla, zejména komorní smyčcové skladby a jeho tři symfonie, nejčastěji 3. symfonie opus 5 zvaná La tempête et le calme (1794).